# Distrito de Kamuli
Kamuli es un distrito ubicado en Uganda, en la región oeste del país. Como otros distritos de Uganda, su nombre es igual que el de su ciudad capital, la ciudad de Kamuli, que es el centro financiero del distrito. Kamuli tiene una población cercana a las 712.000 personas, y una superficie de 4301,5 km² (dando una densidad de 236 personas por kilómetro cuadrado). Cosechas principales; café, cacao, plátano, maíz, arroz de la altiplanicie y vainilla, arroz, algodón, cacahuates, etc. A pesar de todo es un distrito con un gran porcentaje de población ubicada en el umbral de la pobreza.
- Datos: Q164474
- Multimedia: Kamuli District / Q164474